# Lipová Lázně
Lipová Lázně – stacja kolejowa we wsi Lipová-lázně, w kraju ołomunieckim, w Czechach. Znajduje się na wysokości 520 m n.p.m. i leży na linii kolejowej nr 292 oraz 295 (jako jej stacja początkowa).